# قرآن کریم (ترجمه مکارم شیرازی)
قرآن کریم با ترجمهٔ ناصر مکارم شیرازی، ترجمه‌ای فارسی از قرآن است که در سال ۱۳۷۳ خورشیدی توسط دارالقرآن کریم دفتر مطالعات تاریخ و معارف اسلامی، همراه با نص قرآن کتابت عثمان طه چاپ و منتشر شد.

## روش ترجمه
مکارم شیرازی در این ترجمه از ترجمه «مفهوم به مفهوم» استفاده کرده‌است. در این نوع ترجمه سعی در انتقال مفهوم جمله از زبانی به زبان دیگر می‌شود.

## ویژگی‌ها
از ویژگی‌های ترجمه قرآن کریم مکارم شیرازی می‌توان به موارد ذیل اشاره کرد:
- ترجمه به صورت تحت‌اللفظی نبوده و با توجه به انتقال معنی ترجمه شده‌است.
- چنانچه در میان مفسران دو تفسیر وجود داشته باشد، به هر دوی آن تفاسیر اشاره می‌شود.[۲]
- به صورت روان و قابل فهم ترجمه شده‌است.
- ترجمه همراه با تفسیر مختصری منتشر شده‌است.[۱]

## انتقادات
به این ترجمه انتقادات متعددی وارد شده‌است. به عنوان مثال مترجم در شماری از آیات قرآن کریم، برخی کلمات را ترجمه نکرده‌است. مانند آیه ۲۵ سوره بقره که در عبارت «لَهُمْ فِیهَا أَزْوَاجٌ مُطَهَّرَةٌ» کلمه «فِیهَا» ترجمه نشده‌است. همچنین گاهی اشکالات نحوی و ساختاری در این ترجمه مشاهده شده‌است؛ مثلاً مترجم شماری از جملات وصفی را به گونه سببی ترجمه کرده‌است. وجود تفاوت و تضاد در تفسیر و توضیح عبارات نیز مورد انتقاد است. به عنوان مثال «صابئین» را در آیه ۶۲ سوره بقره به «پیروان یحیی» و در ترجمه آیه ۱۷ سوره حج به «ستاره‌پرستان» تعبیر کرده‌است.
از دیگر اشکالاتی که به این ترجمه وارد شده‌است می‌توان به اشکالات لغوی و صرفی و تقدیرهای دلخواه و متغایر اشاره کرد.

## نمونه ترجمه
متن سوره نصر با ترجمه مکارم شیرازی عبارت است از:
بِسْمِ اللَّهِ الرَّحْمَنِ الرَّحِیمِ به‌نام خداوند بخشنده مهربان، ﴿۱﴾
إِذَا جَاءَ نَصْرُ اللَّهِ و الفتحُ ﴿۱﴾ هنگامی که یاری خدا و پیروزی بر مشرکان مکه فرا رسد، ﴿۱﴾
وَرَأَیْتَ النَّاسَ یَدْخُلُونَ فِی دِینِ اللَّهِ أَفْوَاجًا ﴿۲﴾ و ببینی مردم گروه گروه وارد دین خدا می‌شوند، ﴿۲﴾
فَسَبِّحْ بِحَمْدِ رَبِّکَ وَاسْتَغْفِرْهُ إِنَّهُ کَانَ تَوَّابًا ﴿۳﴾ پروردگارت را تسبیح و حمد گوی و از او آمرزش بخواه که او بسیار توبه‌پذیر است. ﴿۳﴾